# Kinchega National Park
Kinchega National Park är en park i Australien. Den ligger i delstaten New South Wales, i den sydöstra delen av landet, omkring 840 kilometer väster om delstatshuvudstaden Sydney.
Trakten runt Kinchega National Park är nära nog obefolkad, med mindre än två invånare per kvadratkilometer.. Närmaste större samhälle är Menindee, omkring 14 kilometer nordost om Kinchega National Park. 
Trakten runt Kinchega National Park består i huvudsak av gräsmarker. Genomsnittlig årsnederbörd är 287 millimeter. Den regnigaste månaden är februari, med i genomsnitt 89 mm nederbörd, och den torraste är oktober, med 2 mm nederbörd.